# Segersjö (naturreservat)
Segersjö är ett naturreservat i Örebro kommun i Örebro län.
Området är naturskyddat sedan 2006 och är 28 hektar stort. Reservatet består av ett eklandskap som tidigare varit ängs- och betesmark. 